# ICERP
ICERP Ploiești (în trecut ICITPR – Institutul de Cercetări și Inginerie Tehnologică în Petrochimie și Rafinare) este o companie producătoare de lubrifianți industriali din România.
Înființat în anul 1955 ca institut de cercetări pentru rafinăriile românești, ICERP a elaborat tehnologiile de fabricație pentru întreaga gama de lubrifianți care s-au produs în rafinăriile Petrotel, Astra Română, Lubrifin, Steaua Română Câmpina și Vega Ploiești.
În prezent, ICERP este o societate cu profil mixt cercetare-producție, care fabrică aditivi, unsori, fluide de protecție, fluide de prelucrare a metalelor, uleiuri industriale, uleiuri de motoare, detergenți, biocizi, inhibitori de coroziune și alte tipuri de produse speciale, comercializate sub mărcile: Adirol, Lubricerp, Proticerp.
Compania este controlată de PAS Icerp, care deține 43,5% din acțiuni, și de SIF Muntenia, cu o participație de 43,05%.
Număr de angajați în 2008: 134
Cifra de afaceri:
- 2008: 19,5 milioane lei[2]
- 2007: 17,7 milioane lei[2]

Venit net:
- 2008: 0,09 milioane lei[3]
- 2007: 0,4 milioane lei[3]